# 6 Horas de Fuji

Trazado del Fuji Speedway.

Las 6 Horas de Fuji es una carrera de resistencia que se disputa en Fuji Speedway, Japón, al pie del monte Fuji, desde 1982 hasta 1992, luego en 1999, 2007 y desde 2012 hasta la actualidad. Disputada en la mayor parte de sus ediciones con reglamento del Automobile Club de l'Ouest, responsable de las 24 Horas de Le Mans entre otras competiciones, los 1000 km de Fuji ha sido la carrera de resistencia más prestigiosa de Asia.
La primera edición duró 6 horas y formó parte del Campeonato Mundial de Resistencia. Al año siguiente, 1983, se sumó el recién creado Campeonato Japonés de Sport Prototipos y se adoptó la duración de 1000 km. El Mundial de Resistencia corrió allí por última vez en 1988. La carrera continuó disputándose hasta que el Campeonato Japonés de Sport Prototipos tuvo su última temporada en 1992.
En 1999, ACO intentó instalar en Japón un torneo similar a la recién reformulada American Le Mans Series. Para ello, organizó los 1000 km Le Mans de Fuji como primer experimento, combinando las clases del ACO con las del Campeonato Japonés de Gran Turismos. Nissan y Toyota se retiraron de la resistencia en 2000, por lo que el proyecto no proseperó.
Los 1000 km de Fuji retornaron en 2007 para la segunda y última temporada del Japan Le Mans Challenge, un nuevo intento del ACO de desembarcar en Japón, sumándose a carreras de igual duración en Motegi, Okayama y Sugo.
El renacido Campeonato Mundial de Resistencia de la FIA tiene en su calendario a las 6 Horas de Fuji a partir de la temporada inaugural en 2012.

## Ganadores
| Año       | Pilotos                                          | Automóvil           | Escudería           | Campeonato                                                                    |
| 1000 km   | 1000 km                                          | 1000 km             | 1000 km             | 1000 km                                                                       |
| --------- | ------------------------------------------------ | ------------------- | ------------------- | ----------------------------------------------------------------------------- |
| 1982      | Jochen Mass Jacky Ickx                           | Porsche 956         | Rothmans Porsche    | Campeonato Mundial de Sport Prototipos Campeonato Japonés de Sport Prototipos |
| 1983      | Stefan Bellof Derek Bell                         | Porsche 956         | Rothmans Porsche    | Campeonato Mundial de Sport Prototipos Campeonato Japonés de Sport Prototipos |
| 1984      | Stefan Bellof John Watson                        | Porsche 956         | Rothmans Porsche    | Campeonato Mundial de Sport Prototipos Campeonato Japonés de Sport Prototipos |
| 1985      | Kazuyoshi Hoshino Akira Hagiwara Keiji Matsumoto | March 85G-Nissan    | Hoshino Racing      | Campeonato Mundial de Sport Prototipos Campeonato Japonés de Sport Prototipos |
| 1986      | Paolo Barilla Piercarlo Ghinzani                 | Porsche 956B        | Joest Racing        | Campeonato Mundial de Sport Prototipos Campeonato Japonés de Sport Prototipos |
| 1987      | Jan Lammers John Watson                          | Jaguar XJR-8        | Silk Cut Jaguar     | Campeonato Mundial de Sport Prototipos Campeonato Japonés de Sport Prototipos |
| 1988      | Eddie Cheever Martin Brundle                     | Jaguar XJR-9        | Silk Cut Jaguar     | Campeonato Mundial de Sport Prototipos Campeonato Japonés de Sport Prototipos |
| 1989      | Paolo Barilla Hitoshi Ogawa                      | Toyota 89C-V        | Toyota Team Tom's   | Campeonato Japonés de Sport Prototipos                                        |
| 1990      | Roland Ratzenberger Naoki Nagasaka               | Toyota 89C-V        | Toyota Team SARD    | Campeonato Japonés de Sport Prototipos                                        |
| 1991      | Kazuyoshi Hoshino Toshio Suzuki                  | Nissan R91CP        | Nissan Motorsports  | Campeonato Japonés de Sport Prototipos                                        |
| 1992      | Jan Lammers Geoff Lees                           | Toyota TS010        | Toyota Team Tom's   | Campeonato Japonés de Sport Prototipos                                        |
| 1993-1998 | No se disputó                                    | No se disputó       | No se disputó       | No se disputó                                                                 |
| 1999      | Érik Comas Satoshi Motoyama Masami Kageyama      | Nissan R391         | NISMO               |                                                                               |
| 2000-2006 | No se disputó                                    | No se disputó       | No se disputó       | No se disputó                                                                 |
| 2007      | Hideki Noda Shinsuke Yamazaki                    | Zytek 04S           | Hitotsuyama Racing  | Japan Le Mans Challenge                                                       |
| 2008-2011 | No se disputó                                    | No se disputó       | No se disputó       | No se disputó                                                                 |
| 6 Horas   |                                                  |                     |                     |                                                                               |
| 2012      | Kazuki Nakajima Nicolas Lapierre Alexander Wurz  | Toyota TS030 Hybrid | Toyota Racing       | Campeonato Mundial de Resistencia de la FIA                                   |
| 2013      | Kazuki Nakajima Nicolas Lapierre Alexander Wurz  | Toyota TS030 Hybrid | Toyota Racing       | Campeonato Mundial de Resistencia de la FIA                                   |
| 2014      | Anthony Davidson Sébastien Buemi                 | Toyota TS040 Hybrid | Toyota Racing       | Campeonato Mundial de Resistencia de la FIA                                   |
| 2015      | Timo Bernhard Mark Webber Brendon Hartley        | Porsche 919 Hybrid  | Porsche Team        | Campeonato Mundial de Resistencia de la FIA                                   |
| 2016      | Stéphane Sarrazin Mike Conway Kamui Kobayashi    | Toyota TS050 Hybrid | Toyota Gazoo Racing | Campeonato Mundial de Resistencia de la FIA                                   |
| 2017      | Sébastien Buemi Anthony Davidson Kazuki Nakajima | Toyota TS050 Hybrid | Toyota Gazoo Racing | Campeonato Mundial de Resistencia de la FIA                                   |
| 2018      | José María López Mike Conway Kamui Kobayashi     | Toyota TS050 Hybrid | Toyota Gazoo Racing | Campeonato Mundial de Resistencia de la FIA                                   |
| 2019      | Sébastien Buemi Brendon Hartley Kazuki Nakajima  | Toyota TS050 Hybrid | Toyota Gazoo Racing | Campeonato Mundial de Resistencia de la FIA                                   |
| 2022      | Sébastien Buemi Brendon Hartley Ryō Hirakawa     | Toyota GR010 Hybrid | Toyota Gazoo Racing | Campeonato Mundial de Resistencia de la FIA                                   |

## Estadísticas

### Constructores con más títulos
| N.º | Constructor | Victorias | Años                                                             |
| --- | ----------- | --------- | ---------------------------------------------------------------- |
| 1   | Toyota      | 11        | 1989, 1990, 1992, 2012, 2013, 2014, 2016, 2017, 2018, 2019, 2022 |
| 2   | Porsche     | 5         | 1982, 1983, 1984, 1986, 2015                                     |
| 3   | Jaguar      | 2         | 1987, 1988                                                       |
| 3   | Nissan      | 2         | 1991, 1999                                                       |
| 5   | March       | 1         | 1985                                                             |
| 5   | Zytek       | 1         | 2007                                                             |

- Datos: Q2818080
- Multimedia: 6 Hours of Fuji / Q2818080